# Eskortní letadlová loď

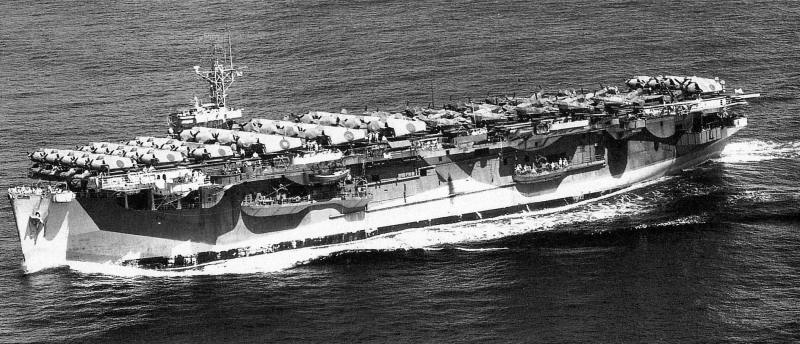
Americká eskortní letadlová loď třídy Bogue

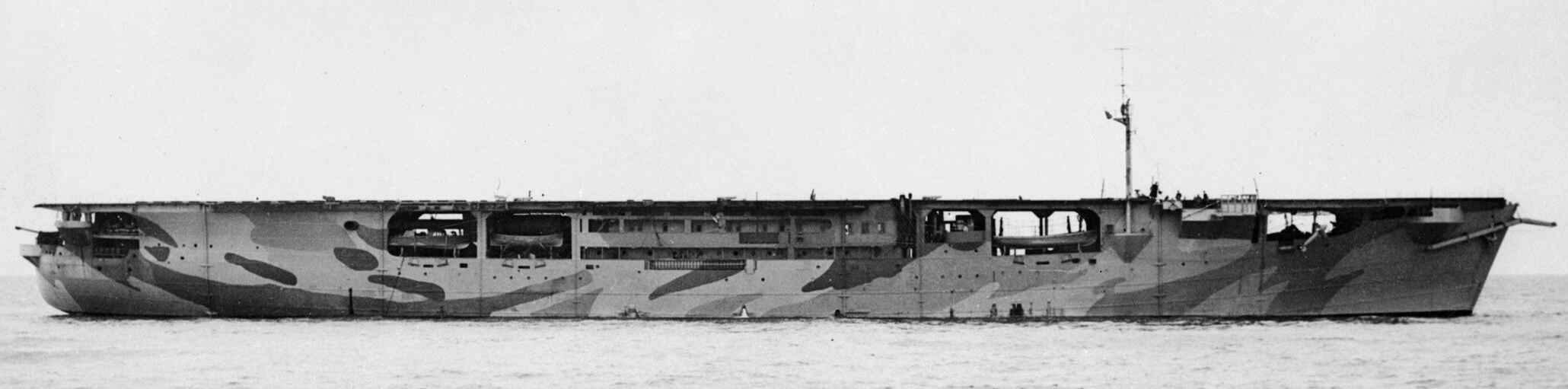
Britská eskortní letadlová loď HMS Audacity

Eskortní letadlová loď byla typem malé, levné a pomalé letadlové lodě, sloužící zejména k doprovodu konvojů, vyhledávání ponorek, podpoře vyloďovacích operací a k přepravě letadel. Nebyly určeny pro vedení námořních bitev proti hlavním kategoriím válečných lodí. Eskortní letadlové lodě byly specifickou kategorií lodí vzniklou za druhé světové války a používanou britským královským námořnictvem, americkým námořnictvem a japonským císařským námořnictvem. K jejich stavbě bývaly využívány trupy civilních nákladních lodí: ať už se jednalo o přestavby již hotových lodí, či nově stavěné trupy. Jelikož byla jejich stavba relativně rychlá a plavidla sama levná (lehce vyzbrojená a nesoucí omezený počet letadel), byly zejména v USA stavěny ve velkých sériích. To dovolilo zmenšit akutní nedostatek letadlových lodí v prvních fázích války. Jelikož byly zranitelné, posádky jejich označení CVE překládaly jako Combustible, Vulnerable and Expendable (Hořlavé, Zranitelné a Postradatelné). Přesto se za války osvědčily. Po jejím skončení ovšem jejich bojová hodnota klesala, protože byly příliš malé pro provoz moderních bojových letounů (ovšem mohly z nich startovat vrtulníky).